# Colonia Loma Bonita, Delstaten Mexiko
Colonia Loma Bonita är en ort i Mexiko.   Den ligger i kommunen Toluca och delstaten Mexiko, i den sydöstra delen av landet, 60 km väster om huvudstaden Mexico City. Colonia Loma Bonita ligger 2 749 meter över havet och antalet invånare är 640.
Terrängen runt Colonia Loma Bonita är platt åt nordost, men åt sydväst är den kuperad. Runt Colonia Loma Bonita är det mycket tätbefolkat, med 2 028 invånare per kvadratkilometer. Närmaste större samhälle är Toluca, 6,1 km norr om Colonia Loma Bonita. I omgivningarna runt Colonia Loma Bonita växer huvudsakligen savannskog.